# Joe Lo Truglio
Joseph Vincent Lo Truglio (New York, 2 december 1970) is een Amerikaans acteur en komiek. Hij is mede bekend van zijn rol als Charles Boyle in de serie Brooklyn Nine-Nine.

## Biografie
Lo Truglio schreef en speelde in sketches van het komische televisieprogramma The State. Nadat dit eindigde, speelde hij gastrollen in andere series. Zijn filmdebuut volgde in 2001, in de comedyfilm Wet Hot American Summer. In 2005 sprak hij de stem in van Vincenzo Cilli in het videospel Grand Theft Auto: Liberty City Stories. In 2013 kreeg hij de rol van Charles Boyle in de komische politieserie Brooklyn Nine-Nine.

## Filmografie

### Films
| Jaar | Film                                   | Rol                      | Opmerkingen |
| ---- | -------------------------------------- | ------------------------ | ----------- |
| 2001 | Wet Hot American Summer                | Neil                     |             |
| 2003 | The Station Agent                      | Danny                    |             |
| 2003 | Last Man Running                       | Chooch                   |             |
| 2005 | Hitch                                  | Music Lover Guy          |             |
| 2005 | The Baxter                             | Bar Baxter #1            |             |
| 2005 | The Pigs                               | Hal                      |             |
| 2006 | Beer League                            | Dave                     |             |
| 2007 | The Ten                                | Paul Mardino             |             |
| 2007 | Superbad                               | Francis the Driver       |             |
| 2008 | Pineapple Express                      | Mr. Edwards              |             |
| 2008 | Role Models                            | Kuzzik                   |             |
| 2009 | Fanboys                                | Bewaker                  |             |
| 2009 | I Love You, Man                        | Lonnie                   |             |
| 2010 | Gulliver's Travels                     | Butt-Crack Man           |             |
| 2011 | Paul                                   | O'Reilly                 |             |
| 2011 | High Road                              | Officer Fogerty          |             |
| 2012 | Wanderlust                             | Wayne Davidson           |             |
| 2012 | Queens of Country                      | Penny McEntire           |             |
| 2012 | My Uncle Rafael                        | Father Jim               |             |
| 2012 | Pitch Perfect                          | Clef #1                  |             |
| 2012 | Wreck-It Ralph                         | Markowski                | stem        |
| 2014 | About Last Night                       | Ryan Keller              |             |
| 2014 | Someone Marry Barry                    | Sammy                    |             |
| 2015 | Knight of Cups                         | Guest                    |             |
| 2015 | Pitch Perfect 2                        | Tone Hangers             |             |
| 2015 | The Breakup Girl                       | Steve                    |             |
| 2017 | Win It All                             | Ron                      |             |
| 2018 | A Futile and Stupid Gesture            | Brad Zotti               |             |
| 2019 | Here Awhile                            | Gary                     |             |
| 2021 | Mark, Mary & Some Other People         | Chris                    |             |
| 2024 | Big City Greens the Movie: Spacecation | Big Tech Scientist       | stem        |
| 2024 | Hot Frosty                             | Deputy Sheriff Ed Schatz |             |

### Televisie
| Jaar             | Film                                       | Rol             | Afleveringen* |
| ---------------- | ------------------------------------------ | --------------- | ------------- |
| 1993–1995        | The State                                  | Diverse rollen  | 27            |
| 2005–2009, 2020– | Reno 911!                                  | Frank Rizzo     | 36            |
| 2008             | Wainy Days                                 | Diverse rollen  | 3             |
| 2010             | Sons of Tucson                             | Glenn           | 5             |
| 2010–2011        | Backwash                                   | Bobby Bleeker   | 5             |
| 2011–2012        | Free Agents                                | Walter          | 8             |
| 2012             | How I Met Your Mother                      | Mr. Honeywell   | 2             |
| 2012–2022        | American Dad!                              | Diverse stemmen | 10            |
| 2012–2022        | Bob's Burgers                              | Diverse stemmen | 8             |
| 2013             | Burning Love                               | Alex            | 23            |
| 2013             | Community                                  | Mark            | 2             |
| 2013–2021        | Brooklyn Nine-Nine                         | Charles Boyle   | 153           |
| 2015             | Wet Hot American Summer: First Day of Camp | Neil            | 5             |
| 2017             | Wet Hot American Summer: Ten Years Later   | Neil            | 4             |
| 2020             | The Comey Rule                             | Jeff Sessions   | 2             |
| 2024             | Monsters at Work                           | Jack (stem)     | 5             |

* Exclusief eenmalige gastrollen